# Lista de supernovas
Segue abaixo uma lista de supernovas de significância histórica. A lista inclui supernovas observadas em épocas anteriores à invenção da fotografia, e eventos individuais que foram objetos de estudos que contribuíram para o entendimento sobre as supernova.

## Lista
| Designação da supernova (ano) | Constelação    | Magnitude aparente | Distância (anos-luz) | Tipo    | Galáxia                   | Notas |
| ----------------------------- | -------------- | ------------------ | -------------------- | ------- | ------------------------- | --- |
| SN 185                        | Centaurus      | −4 (?)             | 8.200                | Ia (?)  | Via Láctea                | Esboço descritivo sobrevivente; as estimativas atuais da magnitude aparente máxima variam de +4 to −8. É provável que esse remanescente seja RCW 86, situado a 8.200 anos-luz de distância da Terra, tornando essa supernova comparavel a SN 1572. Alguns pesquisadores sugeriram que o objeto fosse um cometa, não uma supernova.                                                                     |
| SN 386                        | Sagittarius    | +1.5               | 14.700               |         | Via Láctea                | Pode ter sido uma nova, não uma supernova. |
| SN 393                        | Scorpius       | –0                 | 34.000               |         | Via Láctea                | |
| SN 1006                       | Lupus          | –7.5               | 7.200                | I       | Via Láctea                | Muito observada da Terra, a explosão desta supernova é o evento estelar mais brilhante já registrado na história. |
| SN 1054                       | Taurus         | –6                 | 6,500                | II      | Via Láctea                | O remanescente desse evento é a Nebulosa do Caranguejo e seu pulsar (estrela de nêutrons). |
| SN 1181                       | Cassiopeia     | 0                  | 8.500                |         | Via Láctea                | |
| SN 1572                       | Cassiopeia     | –4.0               | 8.000                | Ia      | Via Láctea                | Nova de Tycho. |
| SN 1604                       | Ophiuchus      | –3                 | 14.000               | I       | Via Láctea                | A Estrela de Kepler; é a supernova mais recente visível na Via Láctea. |
| Cas A, ca. 1680               | Cassiopeia     | +5                 | 9.000                | IIb     | Via Láctea                | Apesar de nunca se destacar à luz visível, devido à poeira interestelar do remanescente de supernova, Cas A, é a fonte de ondas de rádio mais forte fora do sistema solar. |
| SNR G1.9+0.3, ca. 1868        | Sagittarius    |                    | 25.000               |         | Via Láctea                | Descoberta em 1985; idade determinada em 2008. |
| SN 1885A                      | Andrômeda      | +7                 | 2.400.000            | Ipec    | Andrômeda                 | Primeira observação de uma supernova extragaláctica. |
| SN 1895B                      | Centaurus      | +8.0               | 10,900,000           |         | NGC 5253                  | |
| SN 1937C                      |                | +8.4               | 13,000,000           | Ia      | IC 4182                   | |
| SN 1940B                      | Coma Berenices | +12.8              | 38.000.000           | II-P    | NGC 4725                  | Primeira observação de uma Supernova tipo II. |
| SN 1961V                      | Perseus        | +12.5              | 30.000.000           | II?     | NGC 1058                  | Supernova impostora em potencial. |
| SN 1972E                      | Centaurus      | +8.7               | 10.900.000           | Ia      | NGC 5253                  | Estudada por mais de um ano, se tornou o protótipo de uma Supernova tipo Ia. |
| SN 1983N                      | Hydra          | +11.8              | 15.000.000           | Ib      | Messier 83                | Primeira observação de uma Supernova tipo Ib. |
| SN 1986J                      | Andrômeda      | +18.4              | 30.000.000           | IIn     | NGC 891                   | Brilhante nas imagens de frequência de rádio. |
| SN 1987A                      | Dorado         | +2.9               | 160.000              | IIpec   | Grande Nuvem de Magalhães | Radiação intensa proveniente desta supernova chegou à Terra em 23 de fevereiro de 1987, 7:35:35 TU. Esse evento foi particularmente notável por duas razões: A estrela fora fotografada em imagens antigas e neutrinos da supernova foram detectados. |
| SN 1993J                      | Ursa Major     | +10.8              | 11.000.000           | IIb     | M81                       | É a supernova mais brilhante no hemisfério norte desde 1954. |
| SN 2002bj                     | Lupus          | +14.7              | 160.000.000          | Ia      | NGC 1821                  | Explosão do tipo AM Canum Venaticorum. |
| SN 2003fg                     | Boötes         |                    | 4.000.000.000        | Ia      | galáxia anônima           | Também conhecida como a "supernova do Champagne" |
| SN 2005ap                     | Coma Berenices |                    | 4.700.000.000        | II      | ?                         | Declarada em 2007 a supernova mais brilhante no céu a partir de então. |
| SN 2005gj                     |                |                    | 865.000.000          | Ia/II-n | ?                         | Notável por apresentar características de ambos os tipos Ia e IIn. |
| SN 2005gl                     | Pisces         | +16.5              | 200.000.000          | II-n    | NGC 266                   | A estrela pode ser encontrada em antigas fotografias. |
| SN 2006gy                     | Perseus        | +15                | 240.000.000          | IIn (*) | NGC 1260                  | Observada pela NASA, * por mais de 70, possivelmente um novo tipo de supernova, remanescente de uma estrela massiva. |
| SN 2007bi                     | Virgo          | +18.3              | ?                    | Ic?     | galáxia anã anônima       | Esta supernova foi extremamente brilhante e duradoura, a primeira concorrente observacional de boa visibilidade para o modelo da supernova por instabilidade de pares postulado para as estrelas de massa inicial acima de 140 massas solares (melhor até mesmo que SN 2006gy). Estima-se que a estrela precursora fosse 200 vezes mais massiva que o Sol, similar às estrelas do universo primordial. |
| SN 2008D                      | Lynx           |                    | 88.000.000           | Ibc     | NGC 2770                  | É a primeira supernova observada no momento da explosão. |
| SN 2011fe                     | Ursa Major     | +10.0              | 21.000.000           | Ia      | M101                      | Uma das poucas supernovas extragalácticas visíveis em binóculos de 50mm. |
| SN 2014J                      | Ursa Major     | +10.5              | 11.500.000           | Ia      | M82                       | A mais próxima supernova desde SN 2004dj em NGC 2403. |